# Spio quadricornis
Spio quadricornis är en ringmaskart som beskrevs av Savigny in Lamarck 1818. Spio quadricornis ingår i släktet Spio och familjen Spionidae. Inga underarter finns listade i Catalogue of Life.